# Panorama (målning)
En panoramamålning är ett större konstverk som ger en vid och omfattande vy av sitt objekt, vilket ofta är ett landskap, en militär stridsscen eller en historisk händelse. Konstverket visar en oavbruten berättande scen, eller ett kontinuerligt landskap, målat för att passa antingen en böjd eller en platt bakgrund, vilken helt eller delvis omger åskådaren eller som rullas upp framför betraktaren.
Termen panorama kommer från grekiska pan = hel, all, allt och horama = syn.
I Kina var panoramamålningar en genre av målningar på rullar. Ett par berömda sådana var Längs floden under Qingmingfestivalen och  Tio tusen kilometer av Yangtzefloden.

## Cykloramor
Huvudartikel: Cyklorama

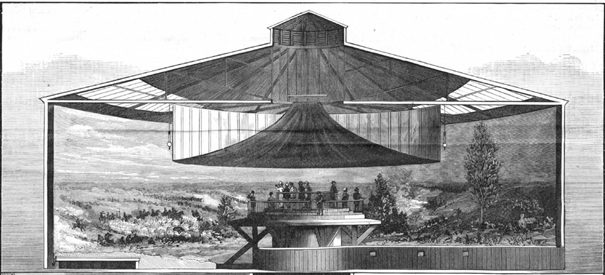
Gettysburg Cyclorama 1886

Panoramamålningar kom i mode under 1800-talet i Europa och i USA, först och framför allt i form av cykloramor, alternativt rundmålningar eller bara panoramor, eller rörliga panoramor Begreppet panorama, som det definierades från slutet av 1700-talet, har ofta använts synonymt med begreppet cyklorama, en panoramamålning som är avsedd att visas upphängd en hel rundel (360 grader) runt åskådaren.

## Rörliga panoramor
Huvudartikel: Rörligt panorama

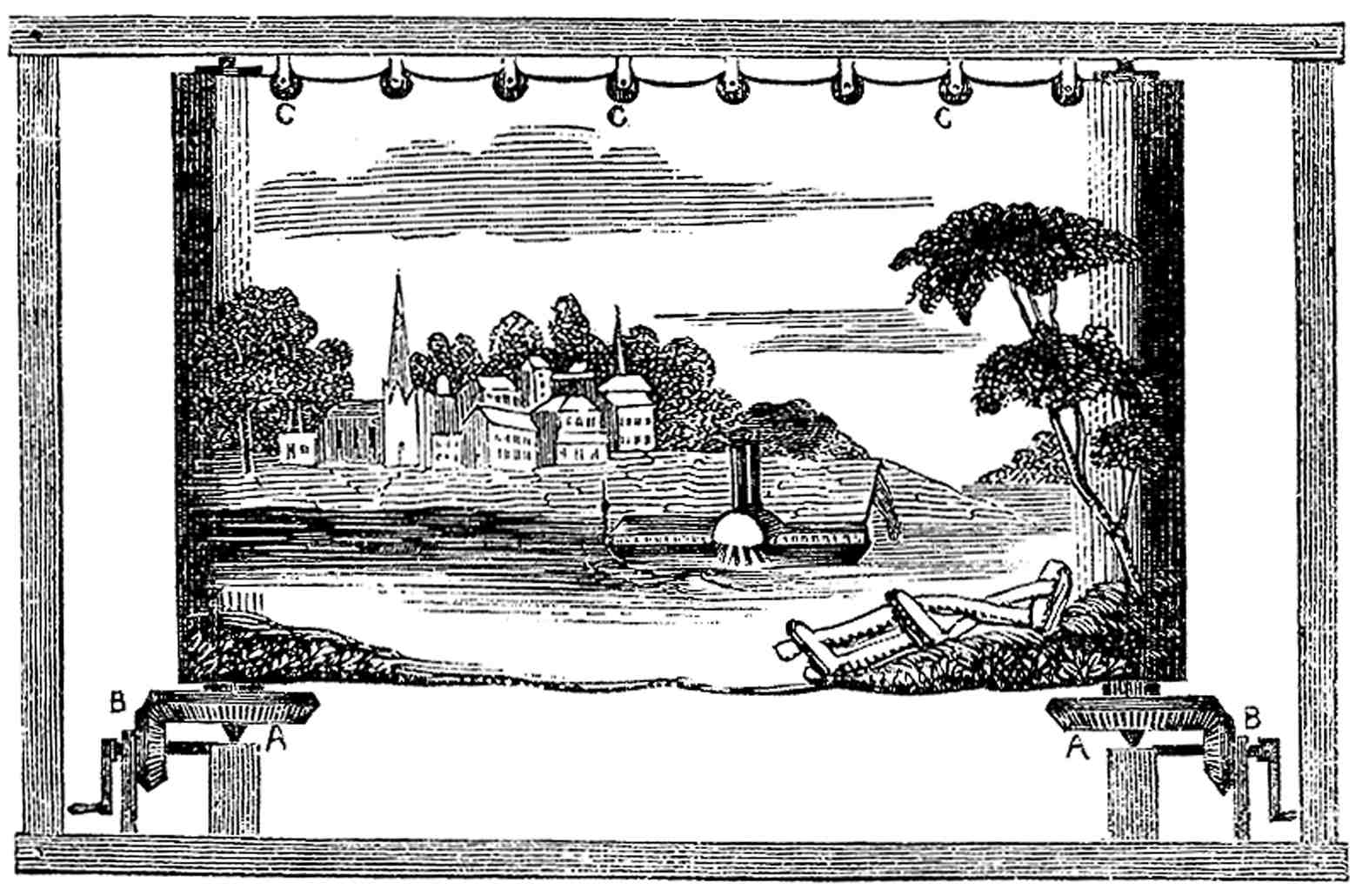
Ett rörligt panorama, 1848

Under 1800-talet blev också rörliga panoramor populära, särskilt i USA och Storbritannien. Dessa var långa målningar, son skrollades fram i en anordning med två rullningsmekanismer och en upphängning av själva duken.

## Panoramor och dioramor Sverige
I Stockholm fanns från 1889 en rotundabyggnad för cykloramor vid Kaptensudden på Djurgården.
På Djurgården byggdes även Biologiska Museet som är en kombination av  diorama och cyklorama. Museet stod färdigt 1893 och är uppbyggt som en rotunda, där besökaren står vid en balustrad i mitten och ser ut över ett landskap med torkade växter och uppstoppade djur mot en fond av målningar gjorda av Bruno Liljefors med hjälp av Gustaf Fjæstad.

## Bildgalleri – kinesiska panoramor

Tio tusen kilometer längs Yangtzefloden av okänd konstnär, Ming-dynastin

Längs floden under Qingmingfestivalen av Zhang Zeduan (1085–1145), tidigt 1100-tal, Song-dynastin